# Генеральное соглашение по торговле услугами
Генеральное соглашение по торговле услугами (ГАТС) или Соглашение ГАТС (англ. General Agreement on Trade in Services, GATS) — соглашение Всемирной торговой организации (ВТО), вступившее в силу в январе 1995 года в результате Уругвайского раунда переговоров. Соглашение было заключено для распространения многосторонней системы торговли на сектор услуг в такой способ, как Генеральное соглашение по тарифам и торговле (ГАТТ) обеспечивает подобную систему для торговли товарами.
Все члены ВТО являются государствами, подписавшими ГАТС. Основной принцип ВТО в отношении режима наибольшего благоприятствования применяется к ГАТС. Однако во время присоединения страны-члены могут вносить временные исключения в это правило.

## История
Поскольку главной миссией ГАТС является устранение торговых барьеров, страны-члены вольны выбирать секторы, которые будут «либерализованы» больше, какая модель предоставления услуг будет применяться в частном секторе и какой будет степень либерализации в определённый период времени. Обязательства стран-членов регулируются «эффектом храповика», который означает, что обязательства являются односторонними и не должны быть отозваны. Цель этого правила — создание стабильного торгового климата. Однако Статья XXI позволяет странам-членам отозвать свои обязательства и до настоящего времени только США и ЕС воспользовались этой возможностью. В ноябре 2008 года Боливия сообщила, что снимет с себя обязательства в сфере медицинских услуг.
Некоторые группы активистов считают, что ГАТС рискует подорвать способность правительства регулировать торговую деятельность в пределах собственных границ и поступиться интересами граждан ради интересов бизнеса. Беспокойство этих групп подтверждается некоторыми фактами, например, в Великобритании наблюдается стремительная приватизация сектора государственных услуг — здравоохранение, полиция, образование — которая следует за приватизацией телекоммуникаций, железнодорожных путей, контроля над воздушными судами и так далее. В 2003 году сеть GATSwatch опубликовала доклад с критикой, которая была поддержана более чем 500 организациями в 60 странах. В то же время страны не обязаны присоединяться к международным соглашениям вроде ГАТС. Странам, желающим привлечь инвестиции и интенсифицировать торговлю, ГАТС предоставляет прозрачности и правовой предсказуемости. Правовые препятствия для торговли услугами могут иметь легитимные основания, однако могут быть и эффективным инструментом для крупных масштабов коррупции.

## Характеристика
У ГАТС отмечается наличие двух особенностей. Во-первых, член ВТО не обязан предоставлять услугам или их поставщикам с территории другого члена право доступа на свой национальный рынок. На этом рынке могут сохраняться «порядок, ограничения и условия» на усмотрение государства, и только тогда, когда последнее берёт на себя конкретное обязательство, которое фиксируется в перечне, оно лишается права ухудшать данные порядок, ограничения и условия. Во-вторых, ГАТС существенно изменило действие принципа национального режима: эта клаузула применяется только с учётом условий и ограничений, о которых соответствующий член ВТО сообщил в своём перечне конкретных обязательств. Таким образом, дискриминация иностранцев и их услуг, в принципе, разрешаются за единственным исключением — когда ею условия конкуренции изменены в интересах национальных лиц.

## Структура
ГАТС состоит из 29 статей и шести разделов: Круг ведения и термины, Общие обязательства и дисциплина, Специальные обязательства, Прогрессивная либерализация обмена услугами, Процедурные положения, Заключительные положения. Неотъемлемой частью ГАТС являются приложения, относящиеся к отдельным видам услуг.
ГАТС предусматривает три блока прав и обязательств:
- собственно ГАТС, в котором закреплены основные правовые нормы, применимые ко всем видам услуг, а также важные концептуальные определения;
- приложения, относящиеся к отдельным отраслевым видам услуг, закрепляющие как определённые статьи ГАТС, должны применяться относительно этих видов услуг (морской и воздушный транспорт, телекоммуникации, финансовые услуги и др.), в частности изъятия по статье II ГАТС (из режима наибольшего благоприятствования);
- списки конкретных обязательств стран-членов ВТО касательно отдельных видов услуг[4].

## Модели оказания услуг
| Модель                              | Критерии | Присутствие поставщика                                     |
| Трансграничное предоставление услуг | Услуга предоставляется на территории страны-члена с территории другой-страны члена                                             | Поставщик услуг не присутствует на территории страны-члена |
| Потребление за рубежом              | Услуга предоставляется за пределами территории страны-члена поставщика услуги получателю услуги на территории его страны-члена | Поставщик услуг не присутствует на территории страны-члена |
| Коммерческое присутствие            | Услуга предоставляется на территории страны-члена через коммерческое присутствие поставщика услуги                             | Поставщик услуг присутствует на территории страны-члена    |
| Присутствие физического лица        | Услуга предоставляется на территории страны-члена, поставщик услуги присутствует в виде физического лица                       | Поставщик услуг присутствует на территории страны-члена    |

## Критика
ГАТС подвергнуто критике за стремление заменить полномочия национального законодательства и судебной системы группой ГАТС по урегулированию споров, которая проводит закрытые слушания. Пресс-секретари правительств-членов ВТО обязаны опровергать подобную критику из-за преданности ощутимой выгоде преобладающим торговым принципам конкуренции и «либерализации».
В то время как национальные правительства имеют право исключить любую отдельную услугу по либерализации ГАТС, они также находятся под давлением интересов международного бизнеса относительно воздержания от исключения любой услуги, которая «предоставляется на коммерческой основе». Важно, что коммунальные услуги, такие как водоснабжение и энергоснабжение, зачастую связаны с приобретением потребителями и, таким образом, явно «предоставляются на коммерческой основе». Аналогично можно сказать о многих услугах в сфере здравоохранения и образования, которые некоторые страны пытаются «экспортировать» как прибыльные отрасли.
Это определение определяет практически любую коммунальную услугу как таковую, что «предоставляется на коммерческой основе», и уже распространяется на такие сферы, как полиция, армия, тюрьмы, судебная система, государственное управление и правительство. За довольно кратковременный период времени эти сферы могут быть открытыми для частичной приватизации или маркетизации, и, возможно, всё, что сегодня считается коммунальными услугами и является доступным всему населению страны в качестве социальных прав, будет полностью приватизированным и доступным лишь тем, кто имеет возможность заплатить. Этот процесс в настоящее время далеко продвинулся в большинстве стран, как правило (и намеренно) без надлежащего информирования и консультаций с общественностью относительно того, действительно ли это то, чего они хотят.